# Zortalia
Zortalia is een geslacht van hooiwagens uit de familie Gonyleptidae.
De wetenschappelijke naam Zortalia is voor het eerst geldig gepubliceerd door Mello-Leitão in 1936. 

## Soorten
Zortalia omvat de volgende 2 soorten:
- Zortalia bicalcarata
- Zortalia inscripta